# Homicillo
Según el fuero de León y el fuero viejo de Castilla, el homecillo u homicillo era una pena impuesta a los pueblos en donde acaecía una muerte violenta si no aparecía el agresor. 
Los herederos del muerto, sus parientes o sus siervos pedían a la autoridad que se enmendease o castigase aquel delito y si practicadas las oportunas diligencias no se hallaba al culpable, obligaba el Merino al pueblo a que pagara el homecillo. La cantidad que debía abonar era mayor o menor según el carácter o la calidad del muerto. 